# 영화궁주
영화궁주(永和宮主, 1141년 ~ 1208년)는 고려의 왕족이다. 인종과 공예왕후의 넷째 딸이다.

## 생애
1141년(인종 19년) 고려의 제17대 왕 인종과 공예왕후의 넷째 딸로 태어났다. 성은 왕, 본관은 개성이다. 의종과 명종 등의 친동생이며, 신종의 친누나이다. 또 희종과 강종 등의 고모이다.
의종 즉위 후인 1151년(의종 5년) 음력 4월 언니 창락궁주와 함께 정식으로 궁주에 책봉되어 영화궁주(永和宮主)의 호를 받았다. 이후 영화궁주는 종실 소성후 왕공과 결혼하였다. 왕공의 아버지는 숙종의 손자이자 대방공 왕보의 아들 왕유이고, 어머니는 역시 숙종의 아들 통의후 왕교의 딸이다. 따라서 영화궁주와 왕공의 혼인은 친계 6촌간에 이루어진 근친혼이다.
이후 영화궁주는 1208년(희종 4년)에 향년 68세를 일기로 사망하였다. 사후 경화(敬和)의 시호가 올려졌다.

## 가족 관계
영화궁주는 6촌 남매간인 왕공과 결혼하였다. 왕공은 훗날 소성백에 봉해지고 1182년(명종 12년) 소성후로 진봉되었다. 왕공은 탐욕스럽고 비루하였으며, 시장에 자신들의 종을 보내어 필요한 물건을 빼앗고 값을 치르지 않았다. 만약 물건을 파는 사람이 따라가서 물건값을 달라고 하면 그 상인을 때리거나 욕하는 일이 부지기수였다. 이러한 왕공이 언제인지는 불분명하나 48세를 일기로 사망하였는데, 사람들은 그가 죽었을 때 "우리가 드디어 살게 되었다!" 라며 모두들 기뻐하였다고 전해진다.
왕공과 영화궁주는 두 아들과 딸을 두었다. 장남은 창화후 왕우이며, 명종의 딸 수안궁주와 혼인하였다. 차남은 왕선이며, 욕심이 적고 불교를 독실하게 믿어 경제활동을 하지 않았다고 한다. 왕선은 1216년(고종 3년)에 죽었다. 한편 딸에 대해서는 기록이 없고, 기거랑지제고를 지낸 이간과 혼인하였다.
- 아버지 : 제17대 인종(仁宗, 1109~1146, 재위:1122~1146)
- 어머니 : 인종 제3비 공예왕후(恭睿王后, 1109~1183)
  - 남매 : 제18대 의종(毅宗, 1127~1173, 재위:1147~1170)
  - 남매 : 대령후 왕경(大寧侯 王暻, 1130~?)
  - 남매 : 제19대 명종(明宗, 1131~1202, 재위:1170~1197)
    - 조카 : 제22대 강종(康宗, 1152~1213, 재위:1211~1213)

  - 남매 : 원경국사 왕충희(元敬國師 王冲曦, ?~1183)
  - 남매 : 제20대 신종(神宗, 1144~1204, 재위:1197~1204)
    - 조카 : 제21대 희종(熙宗, 1181~1237, 재위:1204~1211)

  - 언니 : 승경궁주(承慶宮主, 생몰년 미상)
  - 언니 : 덕녕궁주(德寧宮主, ?~1192)
  - 언니 : 창락궁주(昌樂宮主, ?~1216)
- 시아버지 : 왕유(王瑜, ?~1141)
  - 남편 : 소성후 왕공(邵城侯 王珙, 생몰년 미상)
    - 장남 : 창화후 왕우(昌化侯 王祐, 생몰년 미상)
    - 차남 : 왕선(王璿, ?~1216)
    - 딸 : 이간(李侃)의 처